# Lelei
Lelei (węg. Lele) – wieś w Rumunii, w okręgu Satu Mare, w gminie Hodod. W 2011 roku liczyła 634 mieszkańców. 